# كيدميات
الكيدميات أو اللبروسية أو أسماك الرأس (الاسم العلمي: Labridae) هي فصيلة من الأسماك تتبع رتبة فرخيات من طائفة الأسماك العظمية. وهي فصيلة أسماك الزينة تضم أكثر من 600 نوع من 82 جنس. يبلغ طول أسماكها 20 سم عادة وقد يزيد طول بعض أنواعها عن المترين ونصف وتتغذى على اللافقاريات الصغيرة. تعيش في المياه الضحلة بالقرب من الشعاب المرجانية والشواطئ الصخرية في المحيط الهندي والأطلسي والهادي.

## أجناس
- اللبروس (الاسم العلمي:Labrus)
- القورس (الاسم العلمي:Coris)

| Acantholabrus Achoerodus Ammolabrus Anampses Anchichoerops Austrolabrus Bodianus Centrolabrus شفارة سمكة السيجار Choerodon Cirrhilabrus لصة Conniella Ctenolabrus Cymolutes Decodon | Diproctacanthus Doratonotus Dotalabrus Epibulus Eupetrichthys Frontilabrus Gomphosus Halichoeres Hemigymnus Hologymnosus Iniistius Labrichthys Labroides Labropsis Lachnolaimus Lappanella Larabicus | Leptojulis Macropharyngodon Malapterus Minilabrus Notolabrus Novaculichthys Novaculoides Novaculops Ophthalmolepis حاد الشفة Oxyjulis Paracheilinus Parajulis Pictilabrus Polylepion Pseudocheilinops Pseudocheilinus Pseudocoris | Pseudodax Pseudojuloides Pseudolabrus Pteragogus Sagittalarva Semicossyphus Stethojulis Suezichthys سيمفودوس Tautoga قنر Terelabrus Thalassoma Wetmorella Xenojulis Xiphocheilus فأرة البحر |

## صور

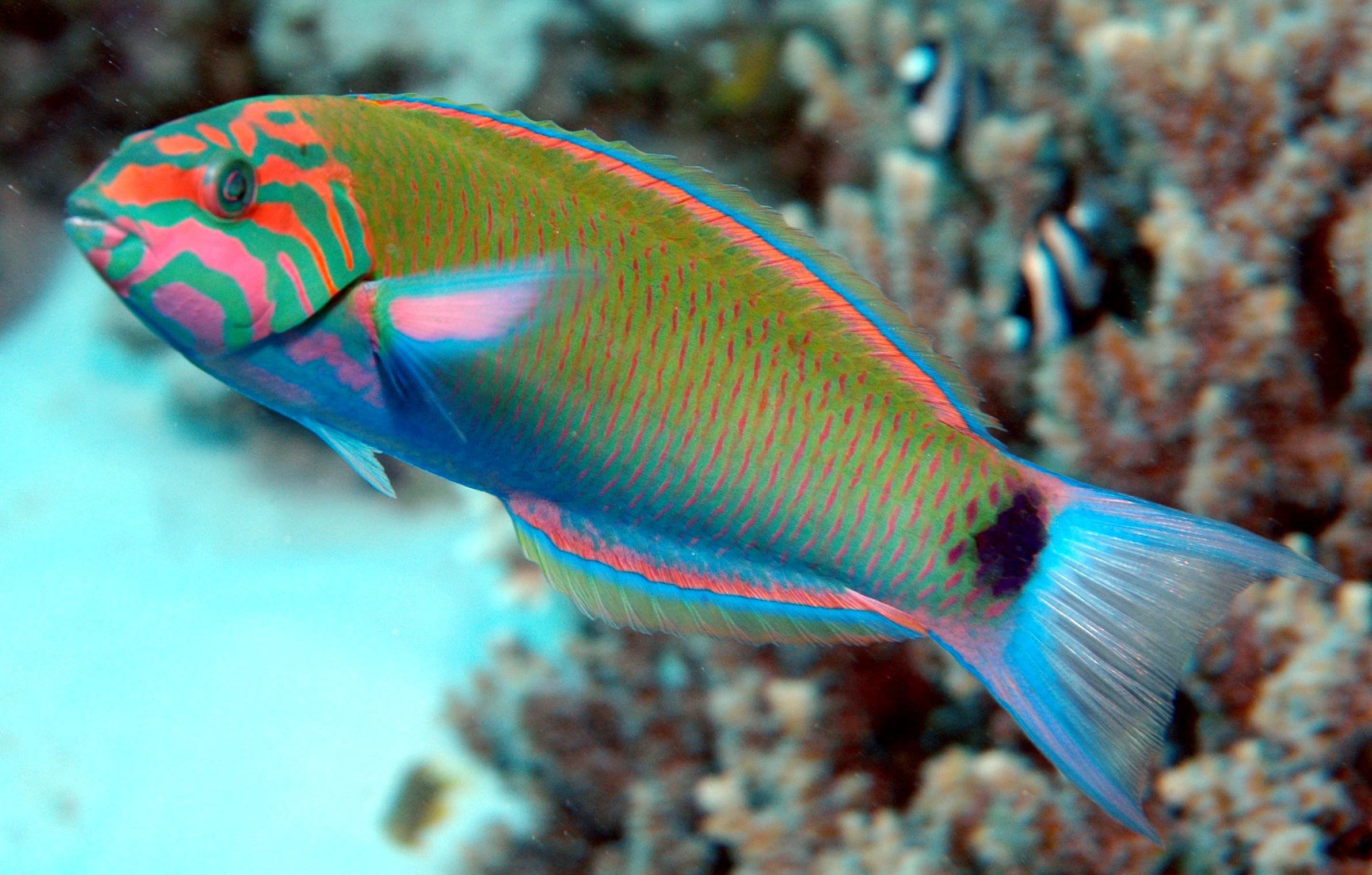
Thalassoma lunare، ثالاسوما هلالية
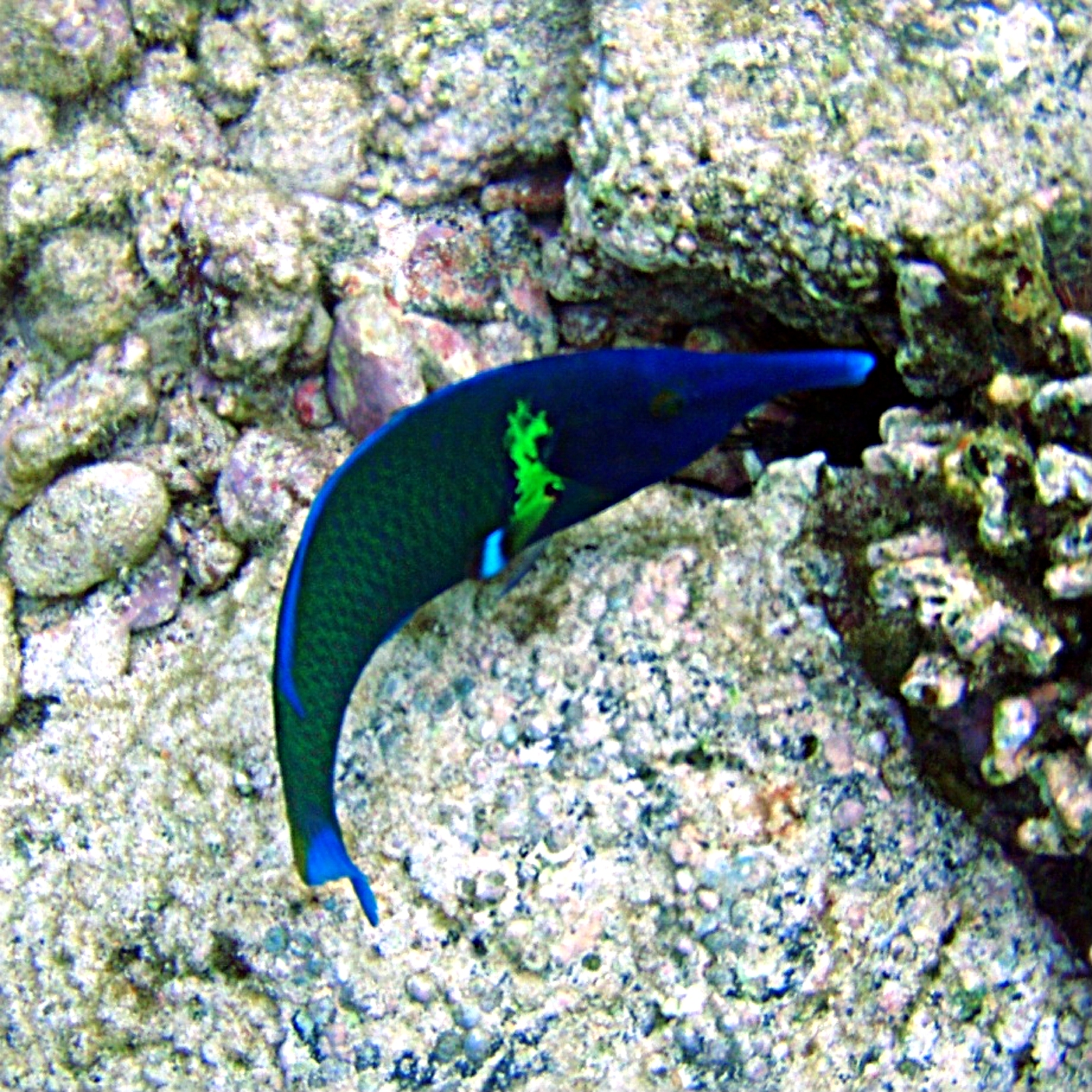
Bird wrasse, Gomphosus varius, Kona
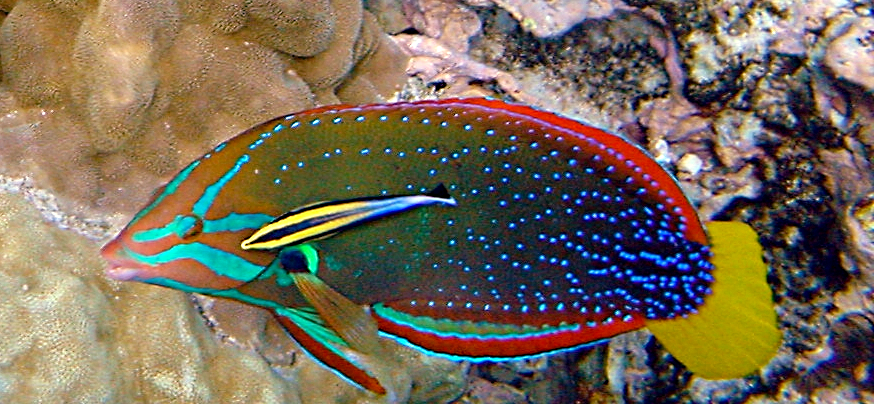
A yellowtail coris wrasse, Coris gaimardi, is being cleaned by Labroides phthirophagus in هاواي.
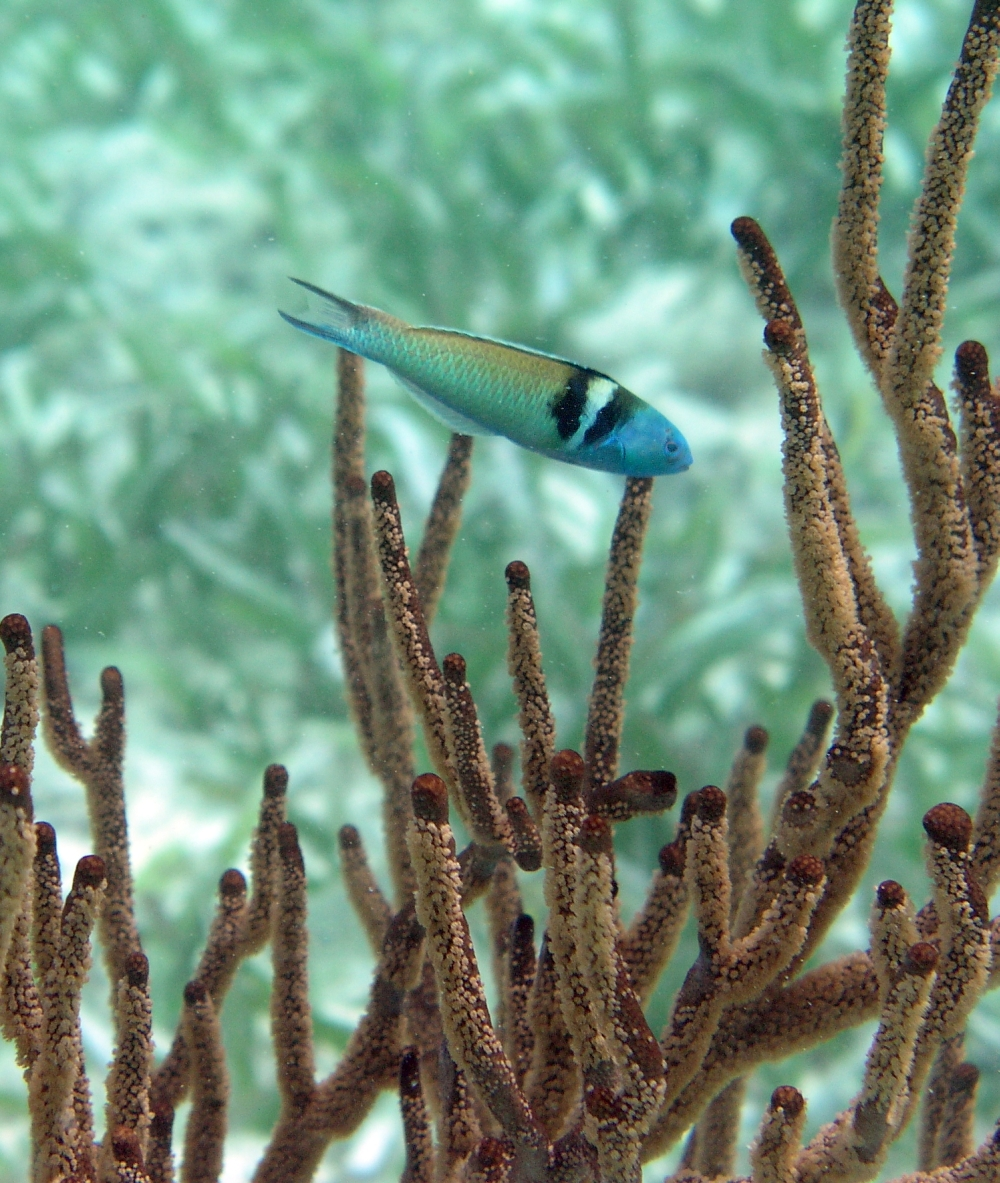
Bluehead wrasse, الحاجز المرجاني في بليز
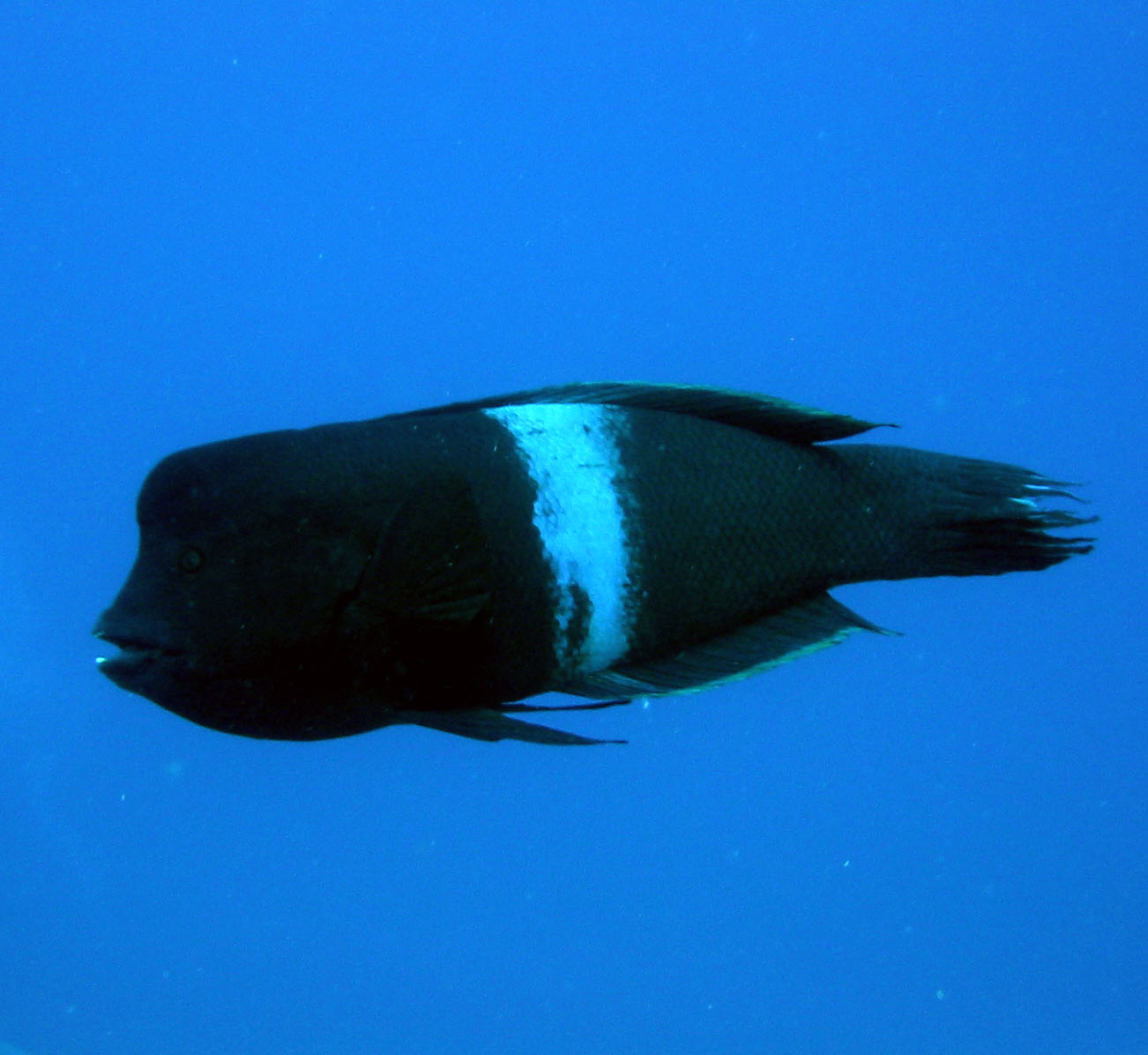
Clown wrasse, قورس مهرج, البحر الأحمر
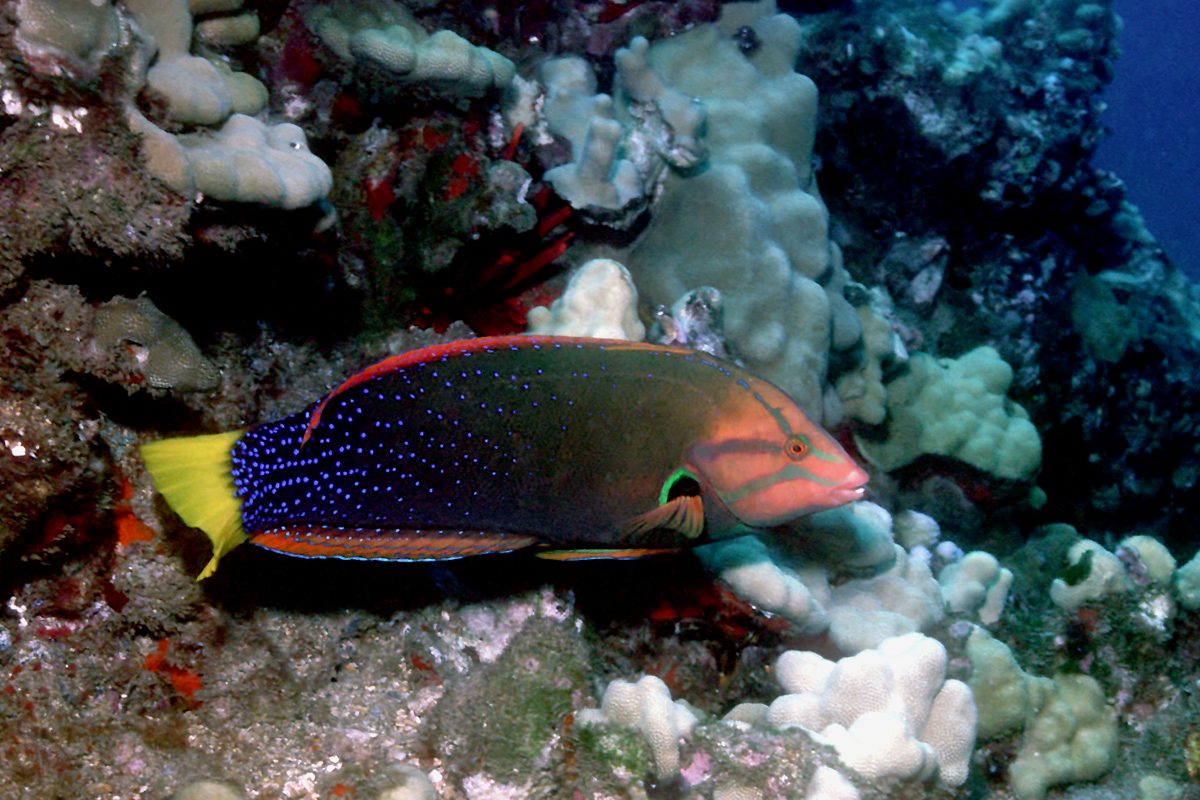
Yellowtail wrasse, قورس أصفر الذيل, هاواي
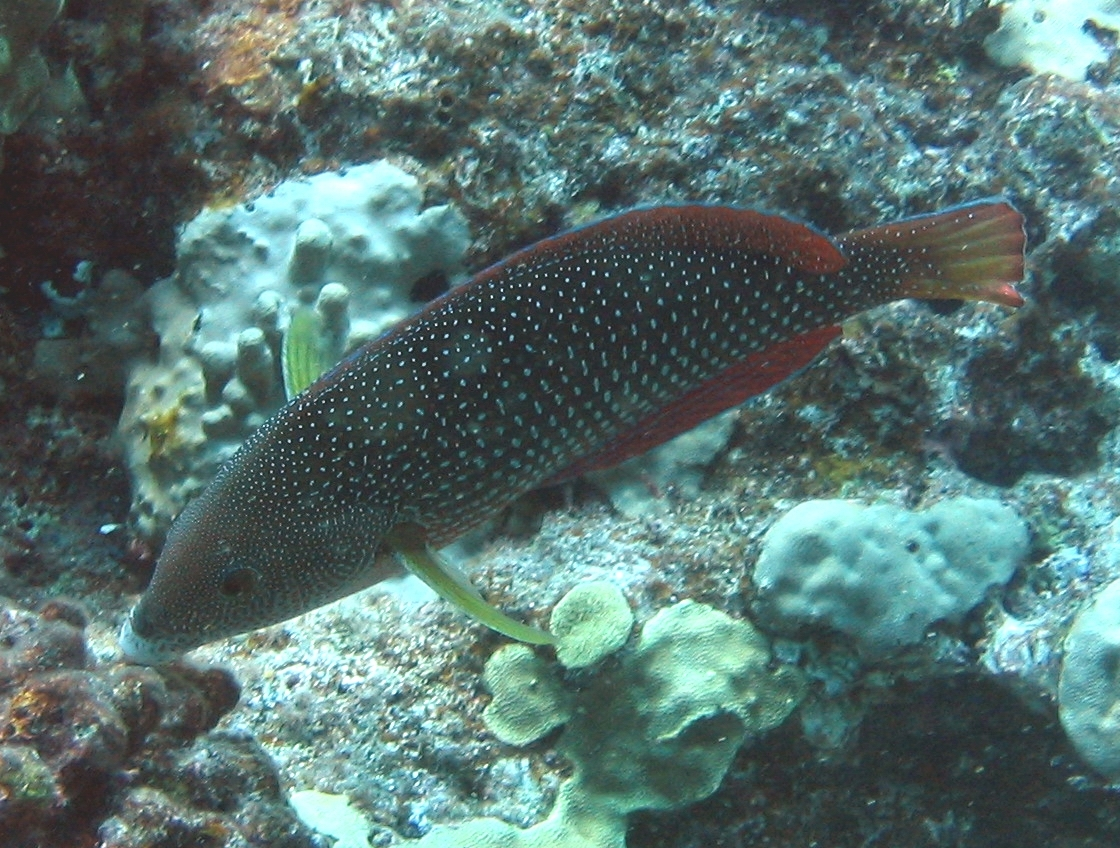
Pearl wrasse, Anampses cuvieri, هاواي
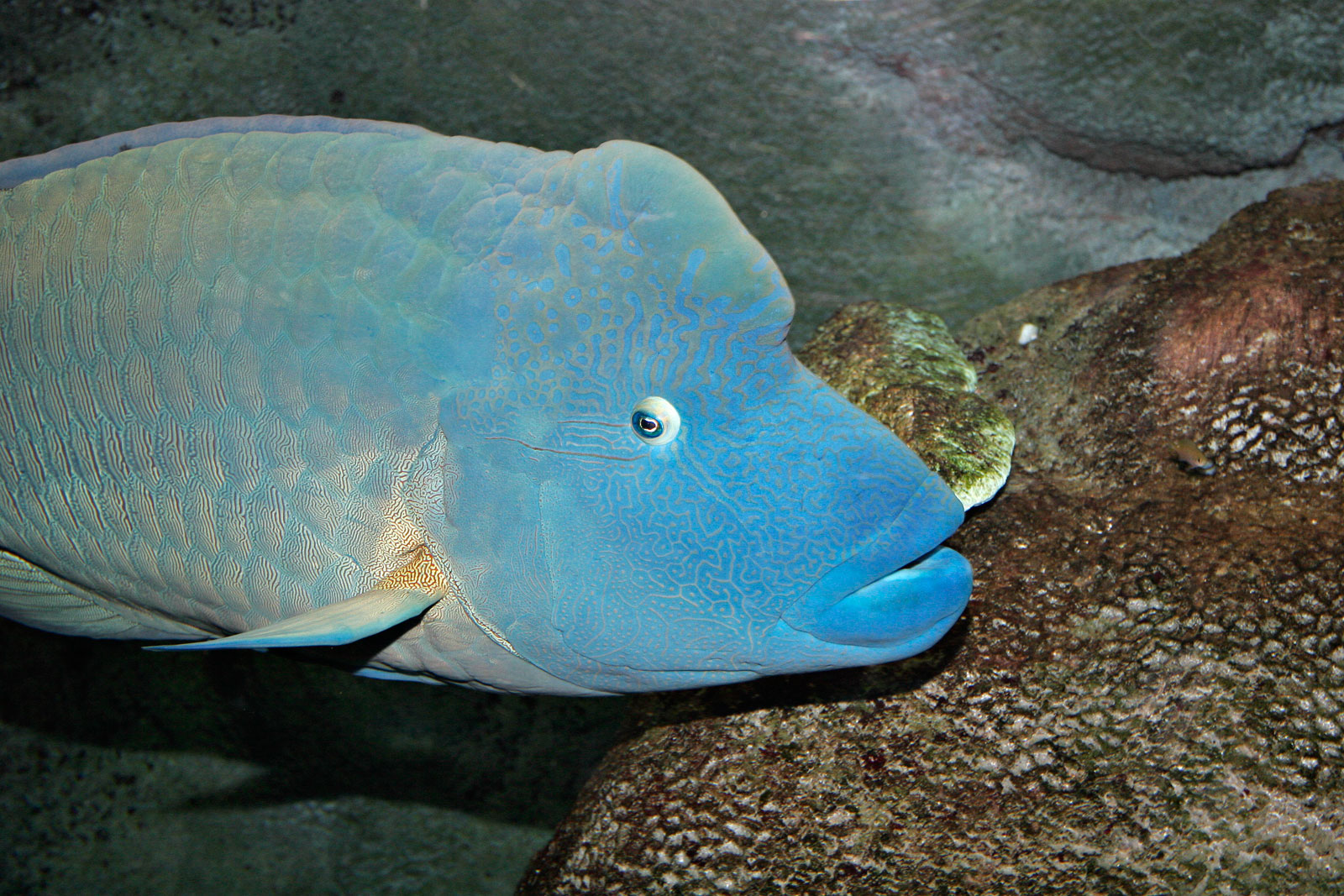
Humphead wrasse, سمكة نابليون, Melbourne Aquarium
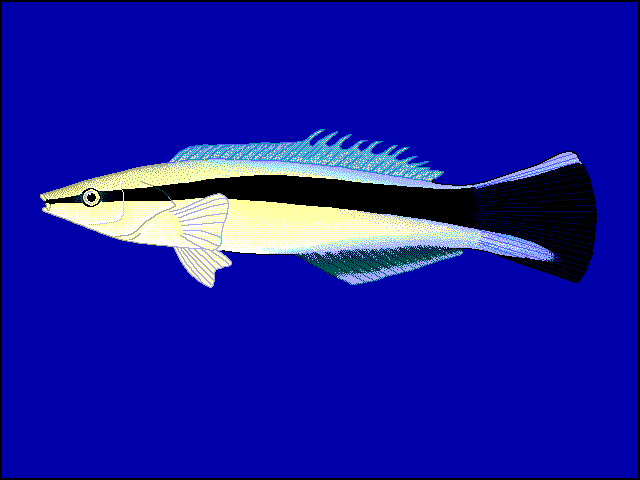
Bluestreak wrasse, Labroides dimidiatus
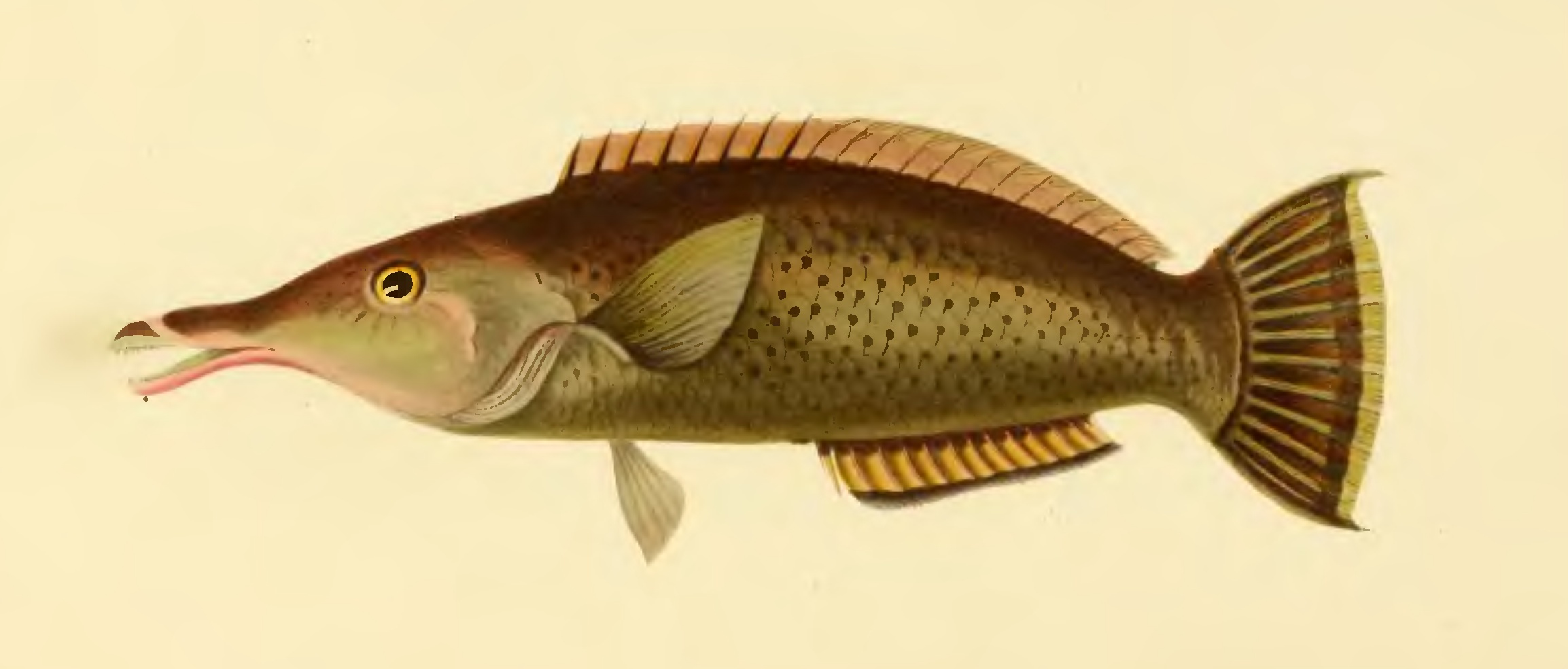
Gomphosus varius
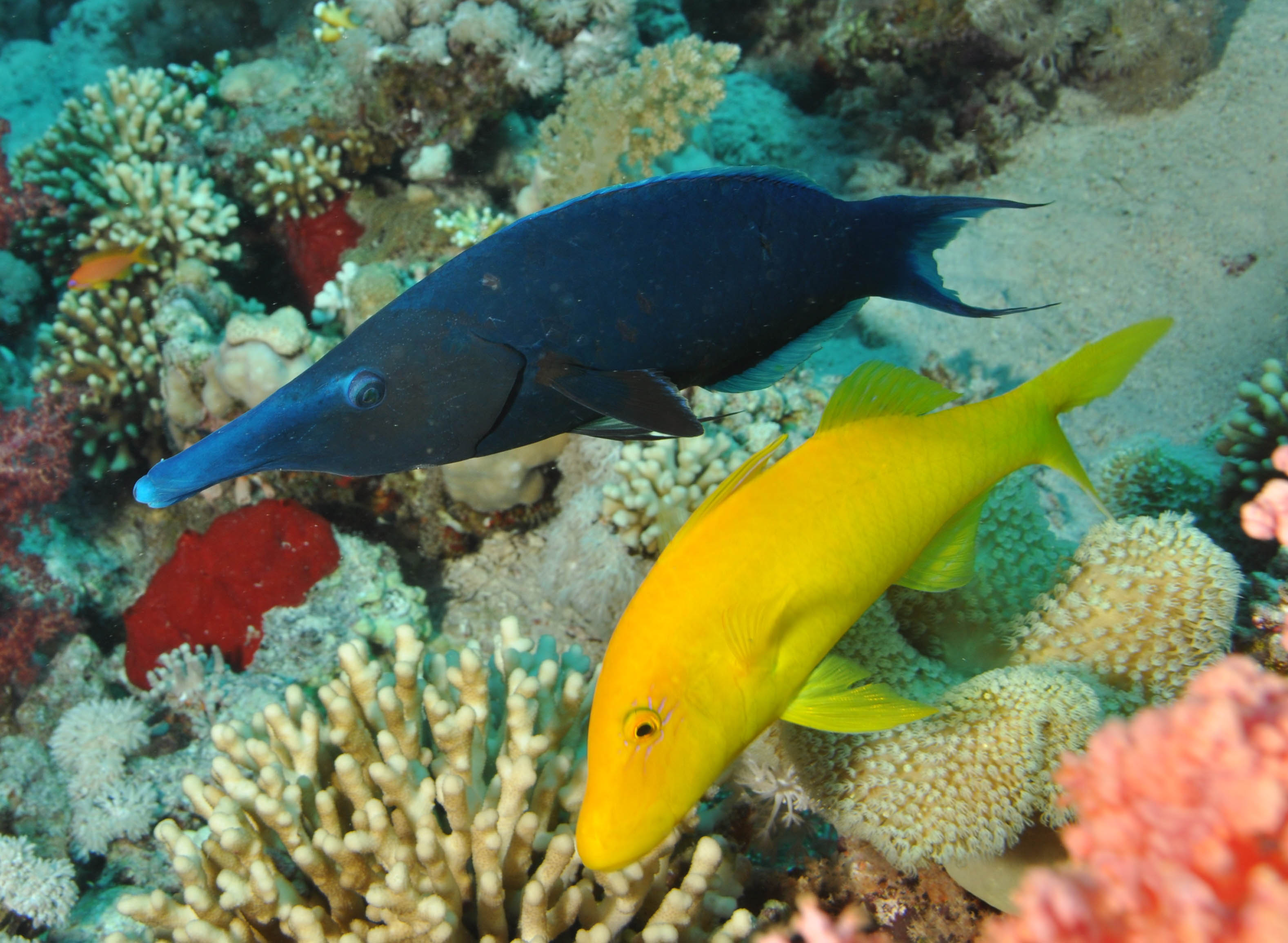
Gomphosus caeruleus swimming with a yellow goatfish
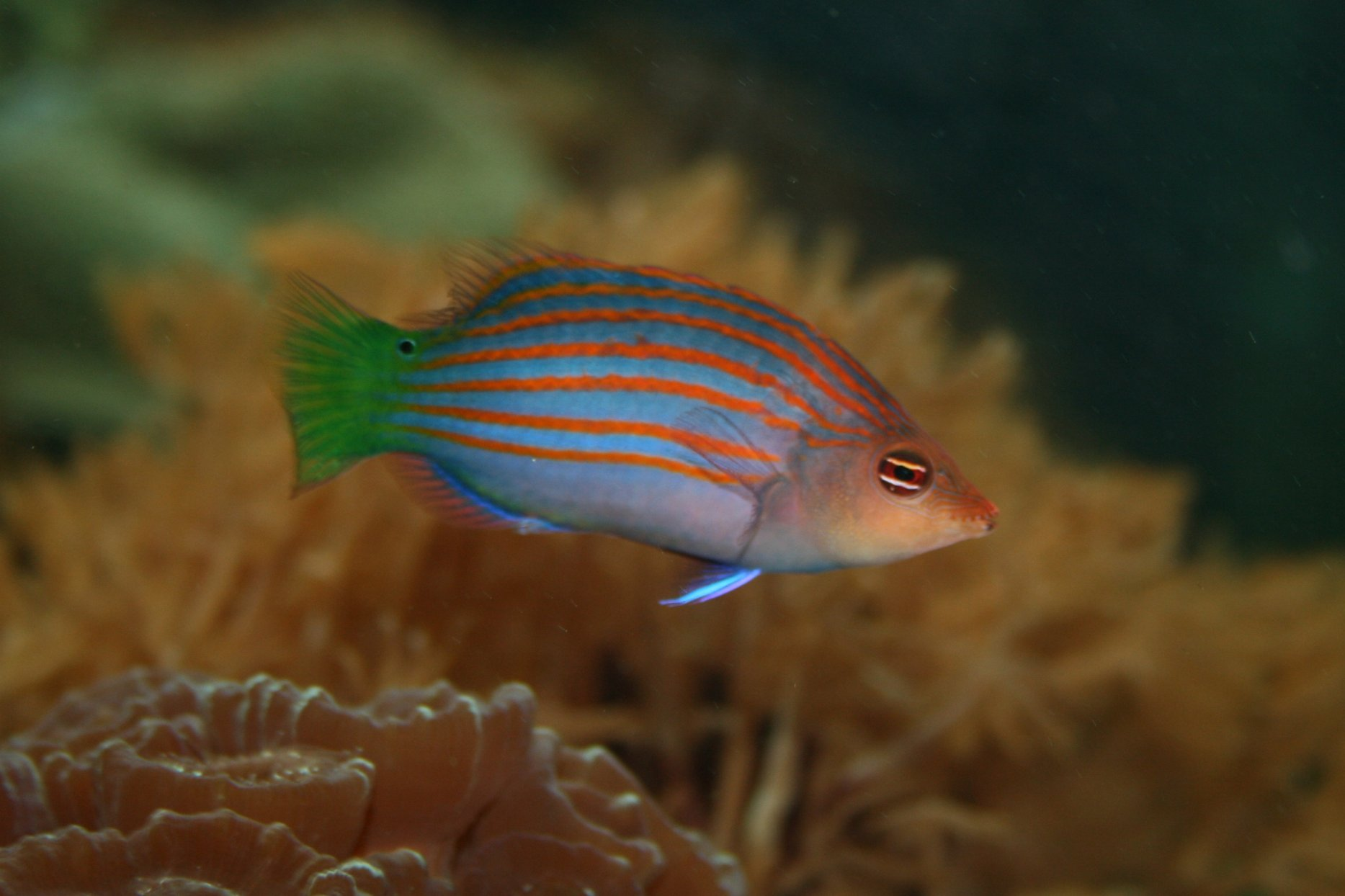
Six-line wrasse (Pseudocheilinus hexataenia)